# Omdat ik dat wil
Omdat ik dat wil is het tweede studioalbum van de Nederlandse band Roosbeef. Het werd op 31 augustus 2011 uitgegeven door Excelsior Recordings.

## Tracks
| Nr. | Titel               | Duur |
| --- | ------------------- | ---- |
| 1.  | Twijfelaar          | 3:40 |
| 2.  | Iets Te Veel Wij(n) | 4:20 |
| 3.  | Nachtauto           | 3:27 |
| 4.  | Niet Uitmaken       | 4:27 |
| 5.  | Hersens             | 4:16 |
| 6.  | Sneeuw              | 4:27 |
| 7.  | Als Je Me Zoekt     | 5:47 |
| 8.  | Pulpo               | 3:58 |
| 9.  | Schone Schijn       | 4:07 |
| 10. | In Het Bos          | 5:10 |
| 11. | Sirene              | 4:54 |
| 12. | Denk Aan Jou        | 3:05 |